# Pothos deleonii
Pothos deleonii — вид квіткових рослин кліщинцевих (Araceae). Ендемік Мінданао, Філіппіни.

## Біоморфологічна характеристика
Цей вид дуже схожий на Pothos philippinensis (морфологія оболонки та листя), але відрізняється суцвіттями та квітками. Він також близький до P. kingii через насичено-пурпурове суцвіття, але відрізняється тим, що має довшу квітконіжку, від широкояйцеподібно-увігнутої до капюшоноподібної обгортки початка (яка темно-винно-червона у свіжому вигляді до пурпурно-чорної під час старіння) і початок, який становить 7/10 всієї довжини обгортки початка.